# Wellen, Belgien
Wellen är en kommun i Belgien.   Den ligger i provinsen Limburg och regionen Flandern, i den östra delen av landet, 70 km öster om huvudstaden Bryssel. Antalet invånare är 7 386. Wellen gränsar till Kortessem, Borgloon, Sint-Truiden och Hasselt. 
Trakten runt Wellen består till största delen av jordbruksmark. Runt Wellen är det ganska tätbefolkat, med 166 invånare per kvadratkilometer.